# Ectobius darbandae
Ectobius darbandae es una especie de cucaracha del género Ectobius, familia Ectobiidae.

## Distribución
Esta especie se encuentra en República Centroafricana.